# إيزابيلا ميلو
إيزابيلا ميلو (بالبرتغالية: Isabella Melo‏) هي عارضة برازيلية، ولدت في 18 أبريل 1993 في ريسيفي في البرازيل.

## وصلات خارجية
- إيزابيلا ميلو على موقع IMDb (الإنجليزية)